# 甲府精進湖有料道路
甲府精進湖有料道路（こうふしょうじこゆうりょうどうろ）とは、山梨県東八代郡旧中道町から同県西八代郡旧上九一色村を結んでいた、かつて存在した有料道路である。1973年（昭和48年）供用開始、1994年（平成6年）無料開放された。
本項における行政区域名は、特記を除きそれぞれ有料道路営業当時のものである。

## 概要
戦後、山梨県は県央部と静岡県方面を結ぶ県道の改良事業を進めていたが、このルートは右左口峠、及び女坂峠の急峻な山岳地帯に阻まれた難所であり、改良が思うように進捗しなかった。このため有料道路事業として右左口～梯及び古関～精進湖にトンネルを設けることにより克服。1973年（昭和48年）に一般有料道路として供用開始した。
有料道路区間は2区間に分かれ、右左口～梯をA区間、古関～精進湖をB区間と呼び、それぞれ梯料金所と精進料金所で料金徴収を行っていた。
平成に入り、国道358号とともに精進湖ブルーラインという愛称が付けられるなどの経緯を経て、料金徴収期間の満了に伴い1994年（平成6年）秋に営業終了、営業終了日の翌日付で国道358号の路線認定を受け、無料開放された。
なお、有料道路として供用されていた時期は一般県道甲府精進湖線として路線認定を受けていた。当時、国道358号については、右左口～梯においては右左口峠を越える車道（現在の県道113号）が指定されていたが、古関～精進湖における女坂峠には車道が存在しなかった。

### 路線概要
以下は有料道路当時の路線概要である。なお、無料開放後の概要については国道358号を参照されたい。
- 延長：12.0km
- A区間
  - 起点：山梨県東八代郡中道町大字右左口（国道358号交点）
  - 終点：山梨県西八代郡上九一色村大字梯（国道358号交点）
- B区間
  - 起点：山梨県西八代郡上九一色村大字古関（国道358号交点）
  - 終点：山梨県西八代郡上九一色村大字精進（国道358号交点）
- 道路の区分：第3種
- 車線数：2車線
- 事業者：山梨県企業局

## 沿革
- 1971年（昭和46年）3月27日：起工式を挙行。
- 1971年（昭和46年）4月1日：県営甲府精進湖有料道路建設事務所を設置。
- 1973年（昭和48年）3月28日：竣工式を挙行。
- 1973年（昭和48年）3月31日：県営甲府精進湖有料道路建設事務所を廃止。
- 1973年（昭和48年）4月1日：「甲府精進湖有料道路」として供用開始。県営甲府精進湖有料道路管理事務所を設置。
- 1977年（昭和52年）4月1日：県営甲府精進湖有料道路管理事務所を県営御坂トンネル有料道路管理事務所と統合し「御坂精進有料道路管理事務所」を設置。
- 1994年（平成6年）11月19日：営業終了。御坂精進有料道路管理事務所を廃止。
- 1994年（平成6年）11月20日：全線無料開放。

## 主な道路施設

### 料金所
- 梯料金所（A区間料金徴収）
- 精進料金所（B区間料金徴収）

### トンネル
- 精進湖隧道（延長：約1,090m）
- 右左口隧道（延長：約1,625m）